# Abordagem de recuperação
Abordagem de recuperação engloba técnicas que enfatizam e promovem o potencial de recuperação de um indivíduo com transtorno mental ou dependência química. A recuperação é geralmente vista nessa abordagem como uma jornada pessoal contínua e não como um resultado definitivo e estático, mas envolve a promoção de estratégias que contribuem para o desenvolvimento de esperança, uma base segura sedimentada num senso de autossustentação (self), relacionamentos de apoio, empoderamento, inclusão social, habilidades de enfrentamento e significado.
A abordagem de recuperação em transtorno mental ou dependência química não tem a pretensão de promover  o conceito de cura para os pacientes e seus familiares, mas significa retomar o controle sobre a própria vida independente de sua condição de saúde. Significa levar uma vida ativa e satisfatória, mesmo que os sintomas possam reaparecer. A recuperação vê os sintomas desses indivíduos como uma continuação da norma e não como uma aberração, rejeitando a dicotomia são-insano.

## O conceito
William Anthony, diretor do Centro de Reabilitação Psiquiátrica de Boston, desenvolveu essa definição singular de base da recuperação da saúde mental em 1993 e, segundo ele, a recuperação é profundamente pessoal, um processo único de mudar atitudes, valores, sentimentos, objetivos, habilidades e/ou papéis. É uma maneira de viver uma vida satisfatória, esperançosa e agregadora, mesmo com as limitações causadas pela doença.
A recuperação abrange o desenvolvimento de um novo significado e propósito na vida de pacientes com algum transtorno mental ou dependência química, à medida que o mesmo se recupera dos efeitos catastróficos provocados pelas doenças mentais e evolui como indivíduo em uma sociedade.
O uso desse conceito em saúde mental surgiu como resultado da desinstitucionalização de pacientes, que foram levados a viver de modo independente na sociedade, e ganhou ímpeto como movimento social em virtude de uma falha percebida pelos serviços sociais ou pela sociedade em si em apoiar adequadamente a inclusão social dessas pessoas, além de estudos demonstrando que muitas delas se recuperavam desse modo.
A abordagem de recuperação tem sido adotada como princípio norteador de políticas de saúde mental ou combate a dependências químicas por diversos países do globo. Em muitos casos, medidas práticas são implementadas para otimizar as bases dos serviços em um modelo de recuperação, embora uma série de obstáculos, preocupações e críticas ainda venham sendo levantadas pelos prestadores de serviços e pelos usuários dos serviços. Entre os principais desafios estão:
- perspectivas de recuperação relevantes;
- estruturas gerais de prestação de serviços;
- abordagens e literatura de reabilitação psiquiátrica e psicossocial;
- a experiência clínica e de prestação de serviços dos profissionais; e
- estratégias de implementação, avaliação e revisão.

A ABORDAGEM DE RECUPERAÇÃO  gira em torno das necessidades de reestabelecimento em mudança da pessoa, com foco nos processos subjacentes e nas estruturas de serviço para apoiar e reforçar a esperança como um catalisador primário para a recuperação sintomática e funcional.

## Estudos
Com a ausência de definições operacionais ou científicas claras do conceito  ‘’recuperação’’, houve um questionamento quanto a se o processo seria compreendido e passível de intervenções colaborativas. Além de ser um termo amplamente utilizado por vários serviços de saúde implementados em contextos diversos com características diferentes. Várias medidas padronizadas foram desenvolvidas para avaliar aspectos da recuperação, embora exista alguma variação entre os modelos criados por profissionais e os originários do movimento de ex-pacientes psiquiátricos.
Uma revisão da literatura reforça que o conceito de recuperação é um constructo cada vez mais importante em sistemas de serviços de saúde mental para adultos com transtorno mental grave. Os princípios do trabalho social se alinham com os valores centrais da recuperação. Os profissionais multidisciplinares que prestam serviços aos consumidores podem achar útil usar um instrumento de recuperação padronizado na prática.
Com um destaque no interesse no cuidado com foco na abordagem de reabilitação, um estudo de escopo sistemático avaliou os elementos essenciais que contribuem para os resultados de recuperação de indivíduos que vivem com doença mental grave. O conceito de recuperação foi definido neste estudo como um processo profundamente pessoal e peculiar de mudança de atitudes, valores, sentimentos, objetivos, habilidades e papéis. Contempla uma maneira de viver uma vida satisfatória, esperançosa e contribuinte, mesmo com limitações provocadas pelo transtorno mental. O estudo aponta que há uma necessidade urgente de pesquisas futuras para abordar esta questão. Os resultados dessas pesquisas permitem que profissionais de saúde mental incorporem os elementos-chave identificados em intervenções estratégicas para promover a recuperação de clientes com doença mental grave e, assim, facilitar a prática orientada para a recuperação.

## Mudança de paradigma
É notável considerar como historicamente, a visão sobre as pessoas com transtono mental tem se modificado ao longo do tempo. Não muito tempo atrás, esperava-se que pessoas com Síndrome de Down passassem a viver suas vidas em instituições. Agora isso é uma exceção em vez de que a norma. Similarmente, transtornos mentais como a esquizofrenia eram vistos como doenças crônicas e degenerativas, com pouca perspectiva de melhora ou recuperação. Essas noções negativas e debilitantes de doença mental grave foram desafiadas pelo movimento do consumidor, com perspectivas de recuperação trazendo um novo senso de significado e propósito para a vida do indivíduo , mesmo que os sintomas pudessem permanecer.
Com os avanços no campo da  psicofarmacologia muitas pessoas com transtorno mental passaram a  receber alta de cuidados de longa permanência. No entanto, as pessoas com transtorno mental frequentemente recebiam alta de ambientes de internação altamente estruturados com pouco, ou, nenhum suporte para suas necessidades, o que reduzia-se a uma  prescrição médica. Isso fez com que ficasse cada vez mais aparente que muitos indivíduos experimentam uma constelação de sinais e sintomas sobrepostos e interagindo com um nível de fundo de comprometimento e incapacidade. A funcionalidade do indivíduo  é frequentemente prejudicada em vários domínios como (por exemplo, cognição, habilidades de vida, habilidades sociais, ocupação/educação) e o nível de comprometimento pode frequentemente ser exacerbado pela recaída e deteriorar-se ainda mais com episódios subsequentes.
A natureza Do transtorno não mudou, o que mudou foi a visão do que é possível, e com isso, o  resultado dessa mudança na visão, o sistema de transtorno mental e a sociedade mudaram. Houve uma revolução na visão sobre pessoas com transtornos mentais. Uma ampliação da visão das possibilidades de recuperação pode mudar a forma como as pessoas com doenças mentais são tratadas, mesmo que a doença em si não tenha mudado.
No entanto. pessoas com transtorno mental frequentemente afirmam que a recuperação é uma jornada peculiar, caracterizada por um crescente senso de agência e autonomia, bem como maior participação em atividades normativas, como emprego, educação e vida comunitária. No entanto, as evidências sugerem que a maioria das pessoas com transtorno mental ainda vive de uma maneira inconsistente com a abordagem de recuperação; por exemplo, sua taxa de desemprego é de mais de 80%, e são pessoas desproporcionalmente vulneráveis à falta de moradia, estigma e vitimização.

## Reabilitação nos serviços de saúde
Os altos e contínuos níveis de carga associados aos transtornos mentais motivaram alguns autores a buscarem' mudança sistêmica generalizada ' nos sistemas específicos para saúde mental, promovendo uma ênfase maior na tomada de decisão compartilhada, independência (por exemplo, financeira, residencial, pessoal) e conexão social. Isso fez com que alguns países reestruturassem seus sistemas de serviços em saúde mental.
os serviços de saúde mental australianos passaram por um estado de transição, incluindo: formulação de estruturas nacionais com um foco maior na prestação de cuidados orientados para a recuperação. Incluindo o desenvolvimento de uma nova Classificação de Cuidados de Saúde Mental Australiana; e introdução do Financiamento com base em Atividades. Em termos gerais, a prestação de serviços orientados para a recuperação : “… é centrada e se adapta às aspirações e necessidades das pessoas , em vez de as pessoas terem que se adaptar aos requisitos e prioridades dos serviços ” e tem uma “… responsabilidade de fornecer tratamento, terapia, reabilitação e apoio psicossocial baseados em evidências que auxiliem na obtenção dos melhores resultados para englobar a a saúde mental, saúde física e bem-estar das pessoas.
Em 2005 em Nova Gales do Sul, o planejamento começou para estabelecer uma série de unidades de internação de saúde mental subagudas, com o objetivo principal de melhorar o acesso de pessoas com transtorno mental a serviços de reabilitação focados na recuperação que eram altamente integrados e rigorosamente avaliados. Isso proporcionou uma oportunidade para os serviços de saúde mental da Hunter New England desenvolverem um modelo inovador de atendimento em um nível de prestação de serviços que não havia sido explorado anteriormente.
Varias pesquisas derivadas da ciência da reabilitação mostram que a recuperação pode ser aprimorada por vários serviços baseados em evidências, como emprego apoiado, bem como por abordagens clínicas, como tomada de decisão compartilhada e apoio de pares. Mas estes não estão disponíveis rotineiramente. Mudanças sistêmicas significativas são necessárias para realmente criar um sistema de saúde mental orientado para a recuperação.

## Participação dos usuários
Os usuários e familiares dos serviços de saúde mental precisam estar no centro do sistema de cuidados, e com isso, o próprio sistema precisa desenvolver formas para que os usuários dos serviços projetem, administrem, forneçam e monitorem seus serviços e apoios fornecidos para atender suas demandas e combater as injustiças sociais.